# Астраханская армия
Астраха́нская а́рмия — оперативно-стратегическое объединение антибольшевистских войск монархической ориентации на Дону, создаваемое при помощи германских оккупационных властей в июле—октябре 1918 года.

## Организация и формирование армии
Основным инициатором и организатором армии стал наследственный глава астраханских калмыков князь Д. Д. Тундутов — бывший адъютант великого князя Николая Николаевича. После разгрома астраханского восстания нойон бежал в степь, всю весну скитался по югу России. Во второй половине мая объявился в Грузии в качестве представителя Юго-Восточного союза на Батумской конференции Закавказской федерации в Грузии, представляясь как «атаман Астраханского казачьего объединённого с калмыцким войска». Здесь Тундутов завязал деловые и дружеские отношения с представителем германского правительства на Батумской конференции — фон Лоссовым. 3 июня делегация представителей Грузии и Юго-Восточного союза прибыла в Берлин и расположилась в отеле «Адлон»; ожидавшаяся с большим энтузиазмом встреча с министром иностранных дел Германии Кюльманом разочаровала «послов» своей безрезультатностью, и они поспешили отправиться в ставку императора Вильгельма в Спа. Продолжительная аудиенция у императора и беседы с офицерами германского Генштаба дали Тундутову обнадёживающий результат: он договорился о создании на немецкие средства в калмыцкой степи антибольшевистской армии из астраханских калмыков и казаков, которая станет главной союзницей и блюстительницей интересов Германии в данном регионе.
Получив желаемые заверения (и прибавив к своим титулам ещё и «друг императора Вильгельма»), Тундутов в сопровождении немецкого офицера отправился через Варшаву и Киев в Новочеркасск, к атаману Всевеликого войска Донского П. Н. Краснову, куда Тундутов прибыл 11 июня в компании одного из киевских монархистов герцога Лейхтенбергского и своего старого соратника, бывшего представителя Астраханского войска при Каледине и Корнилове, И. А. Добрынского, обретшего прочную репутацию тёмной личности и авантюриста ещё в период корниловского выступления.
В Новочеркасске Тундутов сразу же принялся развивать бурную деятельность по организации Астраханской армии и Юго-Восточного Союза. Уже 11 июня состоялась встреча Тундутова, Лейхтенбергского и Добрынского с П. Н. Красновым. Встреча была продуктивной. По обоюдному соглашению астраханскую армию было решено сформировать на Дону, в районе станции и окружной станицы Сальского округа Великокняжеской. В политическом отношении армия должна была в конечном счёте обрести статус общероссийской монархической организации и воевать под лозунгом «За Веру, Царя и Отечество» и «Единая, Великая, Неделимая Россия». Позже, Краснов писал императору Вильгельму, что «Донское войско…заключило тесный союз с главами Астраханского и Кубанского войск, полковником князем Тундутовым и полковником Филимоновым».
Таким образом, задуманная нойоном Тундутовым так называемая Астраханская казачья армия должна была, с одной стороны, стать вооружённой силой нового независимого государственного образования — Астраханского объединённого казачье-калмыцкого войска (ради чего она и формировалась); с другой — в ходе развёртывания превратиться во всероссийскую добровольческую монархическую армию, призванную сыграть главную роль в освобождении России от большевиков, и включить в свой состав всех желающих восстановления империи и монархии.
Путанность и несовместимость поставленных задач не смущали деятельного Тундутова. Обосновавшись в Новочеркасске, в гостинице «Европейская», он достаточно быстро сгруппировал вокруг себя находившихся на Дону членов казачьего и калмыцкого войсковых правительств, офицеров войскового штаба и полков и, насколько возможно, всех вообще астраханских казаков и калмыков. Уже в середине июня выделилась инициативная группа «астраханцев» в составе Д. Д. Тундутова, И. А. Добрынского, Г. В. Рябова-Решетина, Б. Э. Криштафовича, Н. О. Очирова. В течение июня были организованны астраханское войсковое правительство (председатель — Б. Э. Криштафович) и войсковой штаб (начштаба — Г. В. Рябов-Решетин, произведённый Тундутовым в полковники).
Значительное участие в создании армии принимал гетман П. П. Скоропадский, внесший значительный вклад в финансирование армии из украинской казны. Фактически финансирование организации армии осуществлялось на германские средства.
Формирование армии велось на Дону в районе станицы Великокняжеской. Первое вербовочное бюро было открыто в начале июля 1918 года в г.Киеве, столице Украинской державы. Затем такие же бюро появились в Ростове-на-Дону, Новочеркасске и ряде других южных городов. Пехотные части формировались по контракту из русских офицеров-добровольцев на Украине, в Грузии и на других территориях, оккупированных Германией или занятых Добровольческой и Донской армиями.
Несмотря на значительные усилия организаторов по привлечению к командованию известных военачальников, их работа в этом отношении успехом не увенчалась: и Свиты Его Императорского Величества генерал от кавалерии граф Ф. А. Келлер, как и генерал-адъютант генерал от артиллерии Н. И. Иванов, отказался возглавить проект.
20 июля 1918 года граф Ф. А. Келлер писал генералу М. А. Алексееву:

«По дошедшим до меня сведениям, кандидатами на формирование и командование этой армии или отрядом немцы называли Ген[ералов] Залесского, Павлова и меня. Генерал Залесский известен всем как слишком ярый поклонник немцев и поэтому был нежелателен им, я, хотя известен как определённый монархист, но из людей непокладистых, который на немецких помочах не пойдет, да к тому же и открытый противник немецкой ориентации, пришлось немцам остановиться на Павлове, как на определённом монархисте, но человеке, не привыкшем к работе и таком, которого легко обойти. Его к вам и прислали.»

Политическое руководство формируемой армией осуществлял полковник И. А. Добрынский, а командовал ею полковник Д. Д. Тундутов, исходя из намерений которого комплектовать армию по мере освобождения Астраханской области местными казаками и калмыками, и было дано название армии.
Официально комплектование казачьих и калмыцких частей на занимаемых белыми территориях было возложено астраханским правительством на командира 2-го Астраханского князя Тундутова полка и Астраханской казачьей дивизии полковника Н. Суворова.
Конные казачьи части армии должны были формироваться непосредственно в Сальском округе, в основном за счёт откочевавших сюда летом-осенью 1918 года калмыков: 2-й Астраханский князя Тундутова и 3-й Астраханский князя Тюменя, — из астраханских, 4-й — из ставропольских калмыков. Коренными казаками комплектовались только 1-й казачий полк и 1-я казачья батарея.
Пехотные части формировались контрактным набором из русских офицеров-добровольцев на Украине, в Грузии и на других территориях, оккупированных Германией или занятых Добровольческой и Донской армиями. Русское офицерство из Украины (Киев) и Грузии (Тифлис) охотно вербовалась в новую армию. В основном, их привлекали монархические лозунги, других — выбраться из Украины или Грузии — «лимиторфов» с весьма ненадёжными режимами. Третьих — высокие денежные оклады, самые высокие среди других антибольшевистских сил на Юге России.
Кадровые русские офицеры-монархисты сыграли заметную роль в создании Астраханской армии. Один из активных участников политической жизни белого Юга князь Г. Н. Трубецкой приводит в своих воспоминаниях ряд отрывков из бесед с офицерами-«астраханцами». Многие из них сначала служили в Добровольческой армии, но потом, не желая служить под началом «демократа» Деникина, перешли в Астраханскую армию. В. Е. Павлов, подполковник марковского полка, так же вспоминал, что штабс-капитан Парфёнов убедил группу молодых офицеров, главным образом, принадлежащих к 5-й роте Офицерского полка, перейти в Астраханскую армию.
По мере изменения военно-политической обстановки на Юге России, применяясь к обстоятельствам, руководство астраханцев корректировало свои лозунги, уже не так упирая на «монархическую составляющую» своей программы.
В сентябре астраханская армия разорвала отношения с немцами и, соответственно, тема «тесного союза с немцами» перестала звучать в идеологии армии.
В октябре-ноябре 1918 года, когда немецкое снабжение окончательно прекратилось и астраханские части перешли в ведение донского командования, все украинские бюро (кроме киевского) были ликвидированы. По ходатайству председателя астраханского правительства Криштафовича, представительство Астраханского войска и ведение дел по укомплектованию армии на Украине взял на себя атаман Донской зимовой станицы (посольства) в Киеве генерал А. В. Черячукин, после чего вербовка офицеров пошла несколько успешнее. Черячукин добился выделения некоторых сумм на комплектование армии от гетмана Скоропадского, наладил относительно регулярную отправку офицерских пополнений в Сальский округ. Однако, едва приведя дело комплектования в порядок, Черячукин в связи с уходом немцев и неминуемым падением гетманской власти вынужден был быстро сворачивать и эвакуировать астраханские организации в Новочеркасск. В начале декабря украинские формирования Петлюры заняла Киев, Скоропадский бежал, и все структуры Астраханского войска сосредоточились на Дону.

## Состав армии и её численность
Астраханская армия на бумаге и на словах задумывалась Тундутовым очень широко: пехотные, конные, пластунские, охотничьи, партизанские, инженерные, тракторные, авиационные, артиллерийские, броневые и всевозможные гвардейские части, речные и морские флотилии и т. д. и т. п. Предполагалось, что осенью 1918 года Армия будет насчитывать в своём составе не менее 60 тыс. бойцов. В соответствии с монархическим духом Армии всем чинам Астраханского войска уже в первые дни формирования было предписано снять добровольческие бело-сине-красные — «национальные» — нарукавные шевроны их бело-жёлто-чёрными — «романовскими» шевронами, нашитыми углом к плечу. Однако на деле, с формированием частей армии дело обстояло весьма туго.
Объявленная нойоном поголовная мобилизация казаков и калмыков результатов не давала. К середине июля 1918 года был создан двухсотенный Астраханский казачий дивизион, который начал использоваться донским командованием в боевых действиях и один офицерский батальон. К моменту прекращения немецкого финансирования в августе 1918 года был сформирован 1 батальон численностью в 400 штыков.
На бумаге в корпусе числились: две стрелковые бригады (четыре пока), пластунская бригада (два полка), четырёхполковая казачья дивизия полковника Суворова (начштаба — подъесаул Архангельский), два стрелковых, два пластунских и два казачьих батареи (1-я Астраханская казачья (из коренных казаков)) и 3-я Астраханская казачья батарея (войскового старшины Сухоплеско), инженерная рота, тракторная команда (четыре трактора), авиационный дивизион (два самолёта), 1-й казачий батальон, Волжский партизанский отряд, Текинский эскадрон, кадр флотилии, отряд (сотня) астраханских крестьян.
В действительности, по итогам двух с половиной месяцев организационной работы, астраханцы могли в начале сентября отправить на фронт лишь два стрелковых батальона, казачий и калмыцкий конные дивизионы и две лёгкие батареи, общей численностью не более 1, 5 тыс. штыков и шашек при 4 орудиях и 8-10 пулемётах.
Формируемый военным лётчиком подпоручиком Пихтовниковым 2-й авиационный дивизион также был далёк от списочного состава. Но уже в сентябре 5-6 исправных самолётов астраханцев вовсю использовались донцами под Царицыным для разведки, бомбометания и разбрасывания листовок.
Общая (реальная) численность частей Астраханской армии в сентябре-октябре 1918 года колебалась в пределах от 1,5 до 2 тысяч штыков и шашек.
Единственной серьёзной фигурой, обладавшей реальными возможностями, был атаман Всевеликого Войска Донского П. Н. Краснов. С самого начала своей атаманской деятельности он выказал стремление к занятию Нижнего Поволжья для обеспечения рубежей области Войска Донского, рассчитывая на помощь казаков — астраханцев, калмыков и отчасти крестьянского населения. В конце августа — начале сентября, когда Краснов добился от Большого войскового круга решения наступать на Царицын, союз между донцами и астраханцами приобрёл практическое значение. 
К концу февраля 1919 года в состав Астраханского корпуса входили: 1-я Астраханская казачья дивизия генерала С. П. Зыкова (4 полка) с двухбатарейным Астраханским казачьим артдивизионом (123 офицера, 1760 казаков, 19 пулемётов, 2 орудия; коренных казаков в строю оставалось не более 400), 1-я стрелковая бригада генерал-майора Е. И. Достовалова (2 полка и батарея — 101 офицер, 211 стрелков, 15 пулемётов, 5 орудий), 2-я стрелковая бригада генерал-лейтенанта Д. К. Гунцадзе (2 полка — 60 офицеров, 75 стрелков, 2 пулемёта) и 1-я пластунская бригада генерала-майора В. А. Патрикеева (2 полка и батарея — 11 офицеров, 60 бойцов). В строю (к 19 февраля) осталось лишь 660 штыков, 1260 шашек при 46 пулемётах и 7 легких орудиях и 3 самолёта.

## Участие в боях с большевиками и преобразование в корпус Особой Южной армии
В июле-августе 1918 года 2-сотенный Астраханский казачий дивизион участвовал в боевых действиях против большевицких формирований в составе различных донских соединений. К концу августа 1918 года были сформированы конная (из казаков и калмыков) и пехотная (из офицеров-монархистов) бригады. В сентябре-октябре 1918 года они использовались командованием Донской армии в боевых действиях в Сальских степях, принимали участие во втором наступлении Донской армии на Царицын.
Формирование, преобразованное 30 сентября (13 октября) 1918 года по приказу донского атамана П. Н. Краснова в Астраханский корпус Особой Южной армии, защищало от большевиков степи за Манычем в конце 1918 — начале 1919 года. Во главе корпуса был поставлен генерал-лейтенант В. Т. Чумаков (начальник штаба — подполковник Иваницкий, затем — полковник Алатырцев). Однако 30 ноября Чумаков «по болезни» ушёл с занимаемой должности, и с 1 декабря 1918 года до упразднения корпуса им снова командовал генерал А. А. Павлов.
В конце июля — начале августа в истории «армии» произошло политически важное событие, широко рекламировавшееся и астраханцами, и донцами: из состава формировавшихся в Сальском округе добровольческих (или как их называли в пику деникинцам — «охотничьих») частей был выделен для участия в боевых действиях небольшой офицерский отряд под общим командованием штабс-капитана Парфёнова. В него входили офицерская рота (150 штыков, 4 пулемёта) 1-го Охотничьего батальона под командованием штабс-капитана Пиленко и двухорудийная 1-я Охотничья батарея капитана Озерецкого. Отряд принял участие в напряжённых боях 2-9 августа в составе Задонского корпуса (отряда) полковника Быкадорова под станицей Граббевской и станицей Куберле.
В конце августа — начале сентября для участия в боевых действиях вновь выделялся сводный астраханский отряд общей численностью до 500 штыков и шашек под командованием полковника М. Демьянова (рота 3-го стрелкового полка, рота 1-го пластунского полка, сотня 4-го конного казачьего полка, двухорудийная 1-я пластунская батарея и отряд киселевских крестьян).
15 сентября 1918 г. генерал Павлов издал приказ по Астраханскому корпусу, в котором призвал астраханцев помочь донцам в штурме Царицына (на Чирском направлении в составе частей генерала Мамантова, действуя от Ляпичево на хутор Верхнецарицынский и далле — на Сарепту).
Для участия в боевых действиях из состава частей корпуса был создан Особый отряд Астраханского казачьего войска (он же Северный, он же Царицынский) под командованием генерал-майора М. Демьянова (начштаба — штабс-капитан Сукин): 1-й Охотничий батальон полковника Парсмана (700 штыков, 4 пулемёта), двухсотенный конный дивизион 1-го Астраханского казачьего полка войскового старшины Милованова (7 офицеров, 230 шашек, 3 пулемёта), 1-я охотничья батарея (2 орудия, 5 офицеров, 80 добровольцев (по некоторым сведениям — 4 орудия) капитана Озерецкого и авиаотряд (2 аэроплана).
19-20 сентября началась отправка первых эшелонов с частями на фронт (под Царицын и 2-й отряд в Великокняжескую).
В конце сентября отряд Демьянова прибыл в заданный район, войдя в подчинение к командующему войсками Чирского района генералу Мамантову и сосредоточился в районе хутора Ляпичева.
Наступление поначалу развивалось успешно, но 2 октября Особый отряд Демьянова был разгромлен Железной дивизии Д. Жлобы. Вырваться из окружения удалось лишь 150 конным казакам и 60 пехотинцам.
Параллельно, во второй половине сентября, шло формирование второго Астраханского отряда (Великокняжеского или Сальского) под командованием генерал-майора Чумакова. К началу октября отряд был переброшен в Сальский округ и вошли в состав формируемого донского Сальского отряда полковника Потоцкого.
В середине октября наряду с Великокняжеским отрядом Чумакова — Парфёнова для действий на Царицынском направлении (обеспечение правого фланга частей Мамонтова) был сформирован Волжский отряд полковника Петровского, в который входила и сотня астраханских казаков.
В это время произошли организационный изменения в войсках. Астраханская армия передавалась под командование атаману Краснову. И 11 октября приказом Краснова была образована Южная армия. Во главе её встал широко известный, но довольно престарелый генерал Н. И. Иванов. Астраханские казаки в этой армии были сведены в особый астраханский корпус. Во главе корпуса поставлен донской генерал Чумаков.
К 24 октября, в соответствии с боевым расписанием, в составе Астраханского корпуса числились 527 офицеров, 1357 штыков, 1319 шашек, 20 пулемётов, 9 орудий в составе 1-й — 2-й стрелковых, 1-й пластунской бригад (двухполковых), 1-й — 2-й стрелковых 1-й пластунской батарей, четырёхполковой Астраханской казачьей дивизии. Кроме того, в корпус входили: инженерная рота, кадр Волго-Каспийской флотилии (38 человек), авиадивизион (2 авиаотряда по 2 самолёта).
В ноябре Астраханский корпус вырос уже до 4 тысяч человек (около 3 тысяч пехоты и тысячи кавалерии).
Включение Астраханского корпуса в Южную армию было чисто формальным и оказалось временным. Уже 31 октября был издан приказ об исключении корпуса из состава Южной армии и включении его в Донскую.
В течение ноября все астраханские части и учреждения были переведены в Сальский округ. Боеспособные части были собраны в два отряда.
В ноябре 1918 г. в составе Сальского отряда Чумакова действовали два основных соединения — Манычский (донской отряд) генерал-майор Золотарёва и Астраханский (он же Сальский, он же Великокняжеский) отряд полковника Ростиславского. Отряд наступал на Восток от Великокняжеской, и вёл бои на границах Астраханской губернии. Насчитывал отряд 1,5-1,7 тыс. штыков и шашек, 2-4 орудия.
В ноябре-декабре 1918 г. военно-политическая обстановка на Юге России изменилась. Успехи Добровольческой армии на Северном Кавказе, поражение Германии и появление в Екатеринодаре (и на Дону) военно-дипломатических представителей держав Антанты заставили руководство астраханцев изменить планы. Лидеры коренного астраханского казачества Н. В. Ляхов и Г. М. Астахов перебрались на Дон из Оренбургской армии и сделали ставку на объединение всех антибольшевистски настроенных астраханских казаков и калмыков под единым командованием Деникина.
Однако, процесс вхождения Астраханского войска в эти единые вооружённые силы развивался весьма непросто: на фоне всё более обостряющегося конфликта между Деникиным и Красновым разрасталась вражда обоих вождей антибольшевистского лагеря с нойоном Тундутовым.
Деникин вообще не хотел иметь никакого дела с «самостийником» и «германским ставленником» Тундутовым. Краснов, поначалу с сочувствием отнёсшийся к идеям Тундутова, постепенно стал убеждаться, что Тундутов «пустой и недалёкий человек, готовый на всяческую интригу и очень плохой организатор». Краснов обвинял астраханцев в иждевенчестве, в грабежах и насилиях над мирным населением и периодически требовал их активного участия в боевых действиях, а также скорейшего перехода всех частей и структур астраханцев на территорию Астраханской губернии, на собственное обеспечение. Астраханцы обвиняли донцов в безобразном снабжении, использовании астраханских частей в собственных интересах, мобилизации астраханских крестьян и казаков в донские части. Таким образом, нойону Тундутову в сложившихся условиях было не на кого опереться. Немцы ушли, с Красновым он окончательно рассорился. Нойон пытался было сделать ставку на «самостийную» карту и попытался создать автономию из донских, астраханских, ставропольских калмыков, но это у него не получилось, а заодно оттолкнуло от него лиц, стоящих за «Единую-Неделимую».
В конце концов, в результате политической борьбы, продолжавшейся весь январь и февраль 1919 г., был выработан компромиссный вариант. Единое казачье-калмыцкое войско сохранено и встроено во ВСЮР, атаман и его соратники отстраняются от руководства. Д. Д. Тундутов, а с ним директор Политического кабинета и внешнего отдела Астраханского войскового правительства И. А. Добрынский и ряд других должностных лиц были смещены со своих постов. Все значимые посты в войске перешли в руки группы казачьих и калмыцких лидеров, ориентирующихся на главкома ВСЮР. Главным итогом этих событий стало полное подчинение Астраханского войска главкому ВСЮР и сведение к минимуму роли и значения собственного политического руководства астраханцев.
Между тем астраханские казаки, калмыки и офицеры, далёкие от интриг высокого начальства, по-прежнему партизанили в Сальских степях. В декабре 1918 г. Астраханский корпус, по сведениям штаба Донской армии, имея фронт по линии Атаманская — Граббевская — Манычский, занимал основными силами район Котельниково — Гаршун -Куберле, расположив тылы в Шаблиевке, Торговой и Развильной.
Астраханцы действовали двумя-тремя небольшими смешанными оперативно-тактическими группами из пехотных, конных и артиллерийских частей, одна группа обычно находилась в тылу, в резерве, на линии железной дороги. Там же дислоцировались запасные части, склады, штабы и учреждения, инженерная рота и авиаотряд есаула Зверева (пять самолётов).
Февраль 1919 г. стал последним месяцем существования Астраханского корпуса. Договорённость о передаче корпуса из Донской армии в Добровольческую состоялась ещё на совещании генерала А. И. Деникина и атамана П. Н. Краснова 26 декабря 1918 г. на станции Торговой (в расположении Астраханского корпуса), где было достигнуто общее соглашение о подчинении Донской армии Деникину и создании ВСЮР.
Во второй половине февраля 1919 года остатки частей Астраханского корпуса занимали в Сальских и Манычских степях фронт протяжённостью более 200 вёрст, ведя бои вдоль железной дороги ветки Царицын-Тихорецкая с наступающими частями 10-й армии красных. По соседству с астраханцами действовала группа генерала Кутепова, в которую и планировалось включить кадры корпуса.

## Расформирование и включение в состав В.С.Ю.Р
Приказом главнокомандующего В.С.Ю.Р. от 12 (25) апреля 1919 года было произведено расформирование корпуса и включение его частей с 1 (13) марта 1919 г. в состав Вооруженных сил Юга России, войдя в группу войск генерал-майора А. П. Кутепова. Ввиду малочисленности войск, части корпуса и отдельной Саратовской бригады 12 апреля были сведены в 6-ю пехотную дивизию ВСЮР и Астраханскую отдельную конную бригаду под командованием генерала С. П. Зыкова (1-й и 2-й Астраханские, 1-й инородческий (черкесский) полки, конная батарея — 800—900 шашек, 6-8 орудий). В мае 1919 г. бригада вошла в состав Кавказской армии генерала П. Н. Врангеля.
Приказом главнокомандующего В.С.Ю.Р. от 27 июня 1919 года ст.ст. Астраханская отдельная конная бригада была переформирована в Астраханскую конную дивизию (1-й — 4-й казачьи, 1-й инородческий полки и конный 2-х батарейный артдивизион (1-я казачья и 9-я конная батареи) 1500—1900 шашек, 7-9 орудий), под командованием генерала В. 3. Савельева.
Приказом главнокомандующего В.С.Ю.Р. от 8 августа 1919 года с.ст. Астраханская конная дивизия была переименована в Астраханскую казачью дивизию. В командование астраханской дивизией вступил генерал-майор А. П. Колосовский.
После общего поражения В.С.Ю.Р., в начале 1920 г. Астраханская дивизия с тяжелыми боями отступила на Кавказ, откуда, из района Туапсе — Сочи, остатки астраханских частей возглавляемых генерал-майором Колосовским были вывезены в апреле 1920 года в Крым.
Приказом главнокомандующего В.С.Ю.Р. от 6 мая 1920 года ст.ст. было расформировано управление Астраханской казачьей дивизии, а также 3 и 4 Астраханские казачьи полки.

## Командный состав
Командующий:
- генерал-лейтенант А. А. Павлов (с 5 августа по 27 октября 1918 года)
- генерал-майор В. Т. Чумаков (с 27 октября по 13 декабря 1918 года)
- генерал-лейтенант А. А. Павлов (с 14 декабря 1918 года по 3 апреля 1919 года)

Нач. штаба:
- полковник Г. В. Рябов-Решетин (в июле 1918 года — 21 февраля 1919 года и нач. войскового штаба, с 21 февраля 1919 года нач. войскового штаба стал полковник А. Н. Донсков)
- полковник М. Х. Полеводин (с конца сентября по 27 октября 1918 года)
- полковник Иваницкий (с 27 октября 1918 года)
- полковник А. В. Алатырцев
- полковник М. Х. Полеводин (на 21 ноября по 14 декабря 1918 года)
- генерал-майор Н. В. Терехов (на февраль — март 1919 года)